# Teutschenthal
Teutschenthal é um município da Alemanha, situado no distrito de Saale, no estado de Saxônia-Anhalt. Tem 90,60 km² de área, e sua população em 2019 foi estimada em 12.849 habitantes.